# Pozo del Mortero
Pozo del Mortero es una localidad argentina del Departamento Bermejo, en la provincia de Formosa.
Se encuentra 367 km al oeste de la ciudad de Formosa, sobre la RN 81 y las vías del Ferrocarril General Belgrano.
Aquí se ubica una de las comunidades más grandes de comunidades wichís de toda la provincia.

## Población
Cuenta con 528 habitantes (Indec, 2010), lo que representa un incremento del 75% frente a los 302 habitantes (Indec, 2001) del censo anterior.
| Gráfica de evolución demográfica de Pozo del Mortero entre 2001 y 2010 |
|                                                                        |
| Fuente: Censos nacionales del INDEC                                    |